# Hadrorhinus
Hadrorhinus är ett släkte av skalbaggar. Hadrorhinus ingår i familjen vivlar.
Kladogram enligt Catalogue of Life:
| Hadrorhinus | \| \| Hadrorhinus lepidopterus \| \| \| \| \| \| Hadrorhinus squamosus \| \| \| \| |
|             | \| \| Hadrorhinus lepidopterus \| \| \| \| \| \| Hadrorhinus squamosus \| \| \| \| |
|             | Hadrorhinus lepidopterus                                                           |
|             |                                                                                    |
|             | Hadrorhinus squamosus                                                              |
|             |                                                                                    |